# Javier Ferman
Javier de Jesús Ferman Reyes (ur. 7 maja 1996 w Anamorós) – salwadorski piłkarz występujący na pozycji napastnika, reprezentant Salwadoru, od 2022 roku zawodnik Dragón.